# Giambattista Capretti
Giovanni Battista Capretti (ur. 25 września 1946 w Rovato, zm. 26 września 2016 w Azzate) – włoski bokser, medalista mistrzostw Europy z 1969, dwukrotny olimpijczyk.

## Kariera w boksie amatorskim
Wystąpił w kategorii lekkopółśredniej (do 63,5 kg) na igrzyskach olimpijskich w 1968 w Meksyku, gdzie wygrał dwie walki (w tym z Carlosem Casalem z Urugwaju), a w kolejnej przegrał z późniejszym mistrzem Jerzym Kulejem i odpadł z turnieju.
Zdobył brązowy medal w tej kategorii wagowej na mistrzostwach Europy w 1969 w Bukareszcie po wygraniu dwóch walk i porażce z Walerijem Frołowem ze Związku Radzieckiego w półfinale. Na kolejnych mistrzostwach Europy w 1971 w Madrycie startował w wadze lekkiej (do 60 kg). Przegrał drugą walkę z Janem Szczepańskim, który potem zdobył złoty medal.
Zwyciężył w wadze lekkopółśredniej na igrzyskach śródziemnomorskich w 1971 w Izmirze, wygrywając w finale z Eraslanem Dorukiem z Turcji. Zdobył srebrny medal w wadze lekkopółśredniej na mistrzostwach świata wojskowych w 1972 w Trevisio. Na igrzyskach olimpijskich w 1972 w Monachium przegrał drugą walkę w wadze lekkiej z późniejszym srebrnym medalistą  László Orbánem z Węgier.
Był mistrzem Włoch w wadze lekkopółśredniej w 1970

## Kariera w boksie zawodowym
Przeszedł na zawodowstwo w 1973. Stoczył 24 walki, z których wygrał 21 (11 przed czasem), przegrał 2 i zremisował 1. Nie walczył o żaden istotny tytuł. Zakończył karierę w 1978.